# Clarence Newton
Clarence Newton est un boxeur canadien né le 3 février 1899 à Toronto, Ontario, et mort le 23 octobre 1979.

## Carrière
Affilié au Riverside Athletic Club, il remporte aux Jeux olympiques d'été de 1920 à Anvers la médaille de bronze dans la catégorie poids légers. Après une victoire aux points face au danois Holger Jensen puis au norvégien Johan Saeterhaug, Newton perd en demi-finale contre Gotfred Johansen.

## Palmarès

### Jeux olympiques
- Jeux olympiques d'été de 1920 à Anvers[1] (poids légers)

## Référence
1. ↑  (en) Résultats des Jeux olympiques 1920 (amateur-boxing.strefa.pl)